# Sport frei
Sport frei è un singolo del cantante tedesco Till Lindemann, pubblicato il 27 ottobre 2023 come quinto estratto dal primo album in studio Zunge.

## Video musicale
Il video, reso disponibile in concomitanza con il lancio del singolo, è stato diretto da Jörn Heitmann e girato interamente in bianco e nero.

## Tracce
1. Sport frei – 4:12

## Formazione
Hanno partecipato alle registrazioni, secondo le note di copertina di Zunge:
Musicisti
- Till Lindemann – voce
- Sky van Hoff – strumentazione
- Martin Te Laak – arrangiamento e direzione del coro
- Aachener Kammenchor – coro

Produzione
- Sky van Hoff – produzione, ingegneria del suono e missaggio
- Marco Kollenz – montaggio aggiuntivo della voce, registrazione e ingegneria del coro
- Marco Bayati – montaggio aggiuntivo della batteria, montaggio del coro
- Svante Forsbäck – mastering